# ジョアン・パウロ・ケイロス・ジ・モラエス
ジョアン・パウロ（João Paulo）ことジョアン・パウロ・ケイロス・ジ・モラエス（ポルトガル語: João Paulo Queiroz de Moraes、1996年11月28日 - ）は、ブラジルサンパウロ州チエテ出身のプロサッカー選手。ポジションはFW。Jリーグ・横浜FC所属。

## 経歴
サンパウロ州チエテの生まれで、サンパウロFCの下部組織出身。2015年のコパ・サンパウロ・フチボウ・ジ・ジュニオールで活躍し、SEパルメイラス、フルミネンセFC、SCコリンチャンス・パウリスタといったクラブからも興味を持たれたが、サンパウロと契約延長をした。同年のカンピオナート・ブラジレイロ・セリエAが始まる前にトップチームに昇格した。5月23日の同リーグでミシェウ・バストスに代わって投入されてプロ初出場を記録した。
2016年7月7日にECバイーアに翌年5月迄の契約で期限付き移籍した。2017年3月3日にコパ・ド・ノルデスチでプロ初得点を記録した。6月2日に期限付き移籍期間が年末迄に延長された事を発表した。同年12月27日に翌年はクリシューマECへ期限付き移籍することが発表された。
2018年12月30日にセアラーSCへの完全移籍が発表された。2020年はオエステFC、グアラニFCに在籍した。
2021年にホーチミン・シティFCに完全移籍して自身初の海外挑戦となったが、得点をあげる事は出来なかった。翌年にデスポルチーヴォ・ブラジルに完全移籍してブラジルに帰国した。
2023年6月にUDオリヴェイレンセに移籍した。2024年6月21日に完全移籍で同じONODERA GROUP傘下のJ2リーグ・横浜FCに加入した。前月には同じオリヴェイレンセからミシェル・リマも加入していたため、二人揃っての夏移籍加入となった。同年8月3日のジェフユナイテッド市原・千葉戦で日本初出場、同月24日の徳島ヴォルティス戦で日本初得点を記録した。

## 個人成績
| 国内大会個人成績 | 国内大会個人成績 | 国内大会個人成績 | 国内大会個人成績 | 国内大会個人成績 | 国内大会個人成績 | 国内大会個人成績 | 国内大会個人成績 | 国内大会個人成績 | 国内大会個人成績 | 国内大会個人成績 | 国内大会個人成績 |
| 年度             | クラブ           | 背番号           | リーグ           | リーグ戦         | リーグ戦         | リーグ杯         | リーグ杯         | オープン杯       | オープン杯       | 期間通算         | 期間通算         |
| 年度             | クラブ           | 背番号           | リーグ           | 出場             | 得点             | 出場             | 得点             | 出場             | 得点             | 出場             | 得点             |
| 日本             | 日本             | 日本             | 日本             | リーグ戦         | リーグ戦         | リーグ杯         | リーグ杯         | 天皇杯           | 天皇杯           | 期間通算         | 期間通算         |
| ---------------- | ---------------- | ---------------- | ---------------- | ---------------- | ---------------- | ---------------- | ---------------- | ---------------- | ---------------- | ---------------- | ---------------- |
| 2024             | 横浜FC           | 78               | J2               | 14               | 2                | -                | -                | -                | -                | 14               | 2                |
| 2025             | 横浜FC           | 10               | J1               |                  |                  |                  |                  |                  |                  |                  |                  |
| 通算             | 日本             | 日本             | J1               |                  |                  |                  |                  |                  |                  |                  |                  |
| 通算             | 日本             | 日本             | J2               | 14               | 2                | -                | -                | -                | -                | 14               | 2                |
| 総通算           | 総通算           | 総通算           | 総通算           | 14               | 2                | 0                | 0                | 0                | 0                | 14               | 2                |